# Clunia (Feldkirch)
Clunia war eine römische Ansiedlung bei Feldkirch in Vorarlberg, Österreich. Die noch in ihren Grundmauern erhaltenen Gebäude lagen an einer Straßenstation, die bereits auf der Tabula Peutingeriana unweit von Brigantium, dem heutigen Bregenz, verzeichnet ist.
Die Siedlung Clunia wurde seit jeher im Gebiet Feldkirch, Rankweil und Göfis vermutet, doch die Existenz konnte zunächst nicht nachgewiesen werden. Erst die geplante Umwidmung großer landwirtschaftlicher Nutzflächen in Gewerbe- und Mischgebiet veranlasste 1998/99 Archäologen zu einer geophysikalischen Prospektion, die zur Entdeckung zahlreicher, in der Erde verborgener Baustrukturen in der Verlängerung des Feldkreuzweges in Altenstadt (Feldkirch) führten. Ab 2006 wurden durch archäologische Grabungen mehrere Grundmauern in Kalkmörtelbindung freigelegt. Inzwischen wurde die großflächige Unterschutzstellung der Anlage in öffentliches Eigentum eingeleitet.